# جنوبی‌ترین سکونتگاه‌ها

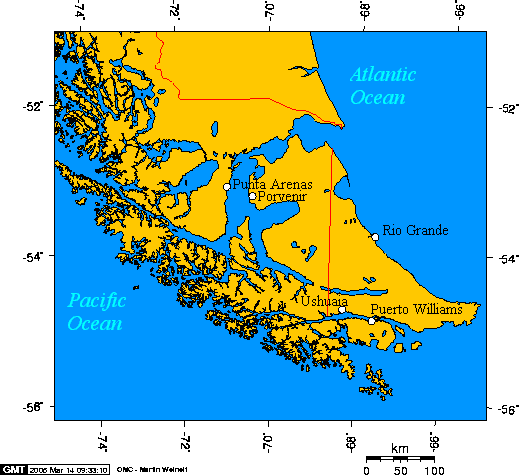
موقعیت Punta Arenas، Ushuaia و پورتو ویلیامز در نوک جنوبی جنوب آمریکا.

جنوبی‌ترین سکونتگاه‌ها یا سکونتگاه‌های بساجنوبی (به انگلیسی: Southernmost settlements)، شهرها، ایستگاه‌های هواشناسی یا پایگاه‌های نظامی دائمی هستند که دورتر از جنوب شرقی ۴۵ درجه عرض جغرافیایی قرار دارند. آن‌ها به اقیانوس جنوبی یا بادهای چهلگان یا چهلی‌های زوزه‌کش نزدیک هستند.